# Українсько-камбоджійські відносини
Українсько-камбоджійські відносини — відносини між Україною та Королівством Камбоджа.
27 грудня 1991 Камбоджа визнала незалежність України. 23 квітня 1992 між країнами було встановлено дипломатичні відносини. Розвиток українсько-камбоджійських відносин відбувається в контексті співпраці України з країнами Індокитаю та АСЕАН. Пріоритетом співпраці є надання українськими фахівцями технічної допомоги у розвитку економіки Камбоджі. 